# Parque nacional de Khao Pu-Khao Ya
El Parque nacional de Khao Pu-Khao Ya (en tailandés, อุทยานแห่งชาติเขาปู่-เขาย่า) es un área protegida del sur de Tailandia, en las provincias de Nakhon Si Thammarat, Trang y Phatthalung. Tiene 694 kilómetros cuadrados de extensión y fue declarado el 27 de mayo de 1982, como el parque nacional n.º 42 del país. 
Es conocido por su diverso ecosistema y variedad de fauna. Se han identificado 162 especies animales. La población local la llamó "Bha Brommajan" que significa "el bosque de la virginidad".
El parque se encuentra en una meseta en el valle, rodeado de montañas como Banthat, Nakhon
Si Thammarat, Khao Pu-Khao Ya, Khao Sam Roi Yot y otras.